# Antonio Sáenz de Miera
Antonio Sáenz de Miera (Cercedilla, 1935-Cercedilla, 26 de julio de 2021) fue un escritor, jurídico y empresario español. Comprometido con la defensa de la naturaleza desde la Sierra del Guadarrama, promovió la declaración del Parque Nacional.

## Trayectoria
Sáenz de Miera nació en Cercedilla. estudió derecho en la Universidad Complutense de Madrid. donde también se doctoró y fue profesor de política social. En el año 1965 se trasladó a Estados Unidos con una beca del programa Fulbright, renunciando a entrar a trabajar en el Ministerio de Justicia (España) dirigido por Antonio María de Oriol, vivencias que describe en su libro El oficio de unir. Al regresar a España fue director de la fundación universidad empresa de Madrid, y presidente de centro español de fundaciones.
Sáenz de Miera escribió numerosas publicaciones, artículos de investigación, artículos de difusión, y numerosos libros, además de escribir reivindicando los valores de la Sierra del Guadarrama de forma periódica con un blog dedicado al tema. Defensor de la sierra participó en diversas acciones y asociaciones para promover el valor de la Sierra. La sociedad de alpinismo Peñalara le otorgó la medalla de oro.
Sáenz de Miera es autor, entre otros libros, de Azul del Puzzle, El oficio de unir, y Mayo Francés.
Estaba casado y tuvo cuatro hijos: Ana, Ramón, Iñigo y Gonzalo.

## Obras seleccionadas

###### Tesis
- 1976 La crisis social, en mayo del 68 en Francia, Ibérico Europa de Ediciones, D.L.[8]

###### Libros
- 1977 Estudio e interpretación de la crisis social en los sucesos de mayo-junio de 1968 en Francia. Universidad Complutense de Madrid.[9][10]
- 1993 El mayo francés, Madrid, Técnos, 284 pp., ISBN 978-8430923212.[11]
- 2000 El azul del puzzle, la identidad del tercer sector. Editores: Nobel, ISBN 84-89770-77-8[12]
- 2005 A favor del Guadarrama, Editores: Madrid, La Librería, ISBN 84-96470-06-7[13]
- 2008 Aquel mayo del 68, Editores: Cáceres, Universidad de Extremadura, ISBN 978-84-77238-27-0[14]
- 2012 El oficio de unir, experiencias y reflexiones de un hombre inquieto. Editores: Universitas, ISBN 978-84-7991-383-0[15]
- 2017 Colombia busca la paz, mis encuentros con la sociedad civil colombiana entre los dos Acuerdos de Paz. Madrid, Editorial universitaria Ramón Areces, ISBN: 978-84-9961-284-3[16]